# Fena Della Maggiora
Fernando "Fena" Della Maggiora (Buenos Aires, 10 de marzo de 1960) es un cantante, músico, compositor, actor, conductor de TV, ilustrador y productor argentino.

## Biografía
Comenzó su carrera artística en los años 1980. Formó parte del grupo Fontova Trío (liderado por Horacio Fontova)  y con una caracterización de letras llenas de humor realizó numerosas presentaciones en Buenos Aires. Al trío originalmente formado por Fontova (guitarra y voz), Fena (percusión, guitarra, cuatro y voz) y Carlos Mazzanti (bajo) se unió Daniel Melingo en vientos. Grabaron tres discos, en dos de los cuales ya había composiciones de Fena que empezó a perfilarse como un compositor de calidad.
Fena abandona el trío en 1985 y forma el grupo La Nuca, un grupo con raíces de rock fusionado con funk. En esta formación interviene Fito Páez, como tecladista y arreglador y en guitarra Richard Coleman, que debuta profesionalmente con la banda. Graban un EP y realizan numerosos conciertos.
Ya disuelta La Nuca, en el año 1987, y ante la posibilidad concreta de grabar el primer disco LP, Fena recurrió a su amiga Lilí Rossi y juntos grabaron "Juegos de Palabras". Participaron también músicos como el excantante de Suéter, Miguel Zavaleta, Guillermo Arrom en guitarra, Pablo Rodríguez en saxofón y Camilo Iezzi en batería.
Tres años más tarde, junto a Freddy Valeriani en bajo,  y su hermano Pablo Della Maggiora en batería forman Fena y Los Gómez. Apadrinados por Charly García y producidos por Fito Páez, graban Tiene que ser ya, y se presentan en numerosos shows. Luego de trabajar un año en México, vuelve a la Argentina para integrarse como guitarrista y director musical a la banda de Fabiana Cantilo, para la que compuso varios hits como «Pasaje hasta ahí», «Ya fue» y «La arena del amor»; además de coproducir con Carlos Alomar su disco Golpes al vacío.
Paralelamente a su actividad con Fabiana Cantilo, Fena comienza su carrera en la T.V. con Marcelo Tinelli para su programa Videomatch, el más visto de la Argentina. Allí, Fena crea, junto a Carlos Sturze, Los Rapporteros, un dúo de raperos que irónicamente comentaban hechos de actualidad con letras de su autoría, ácidas y de contenido político. Los Rapporteros se convierten en un verdadero éxito masivo y en un símbolo de la crítica política al gobierno de Carlos Menem. Hacia fines del año 1998, Fena renuncia a este contrato para dedicarse exclusivamente a su carrera musical y grabar su primer disco solista.
En el año 1999 inició su carrera en solitario y edita el disco Dos vidas, producido por Ulises Butrón; al mismo tiempo crea, produce y conduce el programa Plan B, un show musical con toques de humor en el que su banda tocaba con invitados de la talla de Molotov, Gustavo Cerati y Fito Páez. Luego de 2 años en el aire, cerró este nuevo ciclo en la televisión. Poco después, lanzó el EP Bandera Blanca y emprendió un viaje a España, invitado por Joaquín Sabina con quien había compuesto dos canciones. Ya instalado en Madrid compuso temas junto a artistas locales como Joaquín Sabina y Ana Belén. Realiza más de 30 shows por toda España y se consolida como compositor. Tras un período de casi tres años y de vuelta en la ciudad de Buenos Aires, el músico editó a mediados del año 2005 Cartas para tres.
Luego de tres años de su último disco, Fena edita en junio de 2008 Despega y vuela, un disco de pop, con invitados de la talla de Fito Páez y Gustavo Cerati.
Participa de varias tiras de T.V. como actor y gana un premio Cóndor de Plata por su actuación en la película "De quien es el portaligas".
En el año 2012 sale al mercado Nosedonde y lo presentó oficialmente el 1 de septiembre de ese mismo año en La Trastienda de Capital Federal. El disco contiene 10 canciones originales que recorren ritmos latinoamericanos combinados con el rock. Participaron como invitados David Lebón y Fito Páez. Actualmente, con la formación que grabó este disco, sigue presentándose en Argentina y otros países de América.
En 2007 crea, produce y conduce Desde la vida, que se emite por la Televisión Pública. El programa apunta a generar conciencia sobre la importancia de valorar y respetar a las personas por su diversidad y promover la aceptación para la integración plena de personas con discapacidad. El programa gana numerosos premios por su contenido social. Actualmente sigue al aire por la pantalla de la TV pública de Argentina
En el año 2010 crea, produce y conduce "Músicos de Latinoamérica" su primera serie documental de música para el canal Encuentro, en la que recorre América entrevistando y tocando con grandes referentes de la música del continente como Silvio Rodríguez, Rubén Blades, Milton Nascimento, Caetano Veloso, entre muchos otros. A esta serie le seguirá "Cantoras" y en 2015 "Clave de Cuba". Su tarea como creador de contenidos, divulgador musical y productor le suma prestigio y reconocimiento, además de confirmarlo como un artista multifacético.
También en 2010 se edita "Cuentos para leerle a la Luna" un libro de cuentos infantiles escrito e ilustrado por él.
En 2019 editó su último álbum llamado “El río Vida”, nominado a los Premios Gardel como mejor álbum de artista pop. 
En 2020 editó el sencillo “Muerde su labio” y el video del mismo tema además de un nuevo video del tema “Pájaro ciego”, hecho con animación en el que participa Fito Páez.
Desde enero de 2020 crea y conduce “La clave” un programa radial de música emitido por Radio Nacional Argentina.
En 2022 lanza el tema "Todo lo que aún me queda" cantado a dueto con Lisandro Aristimuño y producido por Mauro Cambarieri y en septiembre de 2023  "Al mar" junto a Kevin Johansen. A este trabajo lo seguirán una serie de canciones más a dueto con grandes referentes de la música como Andrea Echeverri, Fabiana Cantilo y Juanse. En paralelo en 2024 produjo una nueva serie documental sobre cantoras de la Provincia de Buenos Aires.
También durante 2024 estrenó la obra musical "Que será de ti", junto a Gloria Carrá, obra dirigida y escrita por el prestigioso Javier Daulte.

## Discografía
Con Fena y Los Gómez
1. Juego de palabras (1987)
2. Tiene que ser ya (1990)

Con Fabiana Cantilo
1. Golpes al vacío (Compositor, coproductor y director musical)
2. Sol en Cinco (Compositor y director musical)

Como solista
1. Dos vidas (1999)
2. Bandera blanca (EP) (2001)
3. Cartas para tres (2005)
4. Despega y vuela (2008)
5. No sé donde (2012)
6. No basta (Sencillo) (2018)
7. Para no pensar (Sencillo) (2018)
8. Árbol japonés (Sencillo) (2019)
9. Ella en su Jaula (Sencillo) (2019) con Paulinho Moska de invitado
10. Pájaro Ciego (Sencillo) (2019) junto a Fito Páez
11. El Río Vida (2019)
12. Muerde su Labio (Sencillo) (2020)
13. Todo lo que aún me queda (Sencillo) (2022) con Lisandro Aristimuño
14. Al Mar (Sencillo) (2023) con Kevin Johansen

## Filmografía

### Cine
- ¿De quién es el portaligas? (2007)
- Pernicioso vegetal (2002)
- Vidas privadas (2001)
- La historia puede cambiar (cortometraje) (2019)

### Televisión
- Videomatch (Los Raporteros) - Telefe (1994-1998)
- Plan B - América TV (1999)/Canal 7 (2000)
- Desde la vida - Televisión Pública (2007-presente)
- Animadores (2017) - TV Pública

## Libros
- Cuentos para leerle a la Luna (2010) - Ediciones Lea